# Stephon Marbury
Stephon Xavier Marbury, né le 20 février 1977 à Brooklyn, New York, est un joueur américain de basket-ball ayant évolué au poste de meneur. Il a participé à deux reprises au All-Star Game et a été élu deux fois dans la All-NBA Third Team, troisième cinq de National Basketball Association (NBA), en 2000 et 2003.

## Biographie
Il est choisi lors de la draft 1996 de la NBA en quatrième position en provenance de Georgia Tech par les Bucks de Milwaukee. Échangé la nuit de la draft contre Ray Allen aux Timberwolves du Minnesota où il fait équipe avec Kevin Garnett, Marbury joue aussi pour les Nets du New Jersey puis les Suns de Phoenix avant de rejoindre durant la saison 2003-2004 l'équipe de sa région natale : les Knicks de New York.
À la suite d'une blessure à la cheville contractée en février 2008 puis d'une sévère brouille avec l'encadrement des Knicks lors de la présaison 2008-2009, il ne joue aucun match officiel pendant près d'un an. Fin février 2009, Marbury et les Knicks parviennent à un accord sur le rachat de sa dernière année de contrat. Il devient donc agent libre quelques jours plus tard et signe jusqu'à la fin de saison avec les Celtics de Boston. Ses statistiques plongent avec 3,8 points en saison régulière (sa moyenne en carrière, cette saison comprise, est de 19,3). Lors de l'intersaison, il refuse une offre des Celtics, offre au salaire minimum pour un vétéran de la ligue soit 1,3 million de dollars, expliquant vouloir s'octroyer une année sabbatique.
Il rejoint l'équipe des Shanxi Zhongyu dans le championnat chinois en janvier 2010. L'équipe est alors en 15e position sur 17. Il joue 15 rencontres, marque 22,9 points et donne 9,5 passes décisives en moyenne par rencontre. L'équipe finit la saison à la 14e place du championnat. À l'été 2010, il ignore les propositions du Heat de Miami et prolonge de trois ans son contrat en Chine.
En février 2018, il annonce la fin de sa carrière.

## En sélection nationale
Stephon Marbury est membre de l'équipe américaine aux Jeux olympiques d'Athènes en 2004. L'équipe est très décriée et pour la première fois aux Jeux olympiques, une équipe composée de joueurs de NBA connaît la défaite : les États-Unis perdent contre Porto Rico puis la Lituanie au premier tour, avant d'échouer face à l'Argentine, futur champion olympique, en demi-finale. La sélection américaine se contente de la médaille de bronze. Il possède un temps le record américain de points marqués en un seul match aux Jeux olympiques avec 31 points, jusqu'à ce que Carmelo Anthony en inscrive 37, huit ans plus tard avec la Team USA de 2012.

## Palmarès

### En sélection nationale
- Médaille de bronze aux Jeux olympiques d'été de 2004.

### En franchise

#### EnNBA
- Champion de la Division Atlantique en 2009 avec les Celtics de Boston.

#### EnCBA
- Champion de la Chinese Basketball Association avec les Beijing Ducks en 2012, 2014 et 2015.

### Distinctions personnelles
- 2 participations au All-Star Game en 2001[8] et 2003[9].
- 2 sélections dans la All-NBA Third Team (3e équipe type de la ligue) en 2000 et 2003.

## Personnel
Le meneur Sebastian Telfair, drafté en 2004, est le cousin de Marbury.